# What I Came Here For/Leaving Song
What I Came Here For/Leaving Song är den första och enda singeln från Kristofer Åström & Hidden Trucks album Leaving Songs, utgivet 2001.

## Låtlista
1. "What I Came Here For" - 3:25
2. "Leaving Song" - 3:14